# سعید السباخی
سعید السباخی (عربی: سعيد السباخي؛ زادهٔ ۲۰ ژوئن ۱۹۸۵) بازیکن فوتبال اهل فلسطین است.
وی همچنین در تیم ملی فوتبال فلسطین بازی کرده است.